# صوفيا روسنسسكي
صوفيا روسنسسكي (مواليد 10 يونيو 2006) هي ممثلة أمريكية، قامت بدور ماك كويل في مسلسل بنات الورق.

## روابط خارجية
- صوفيا روسنسسكي على موقع IMDb (الإنجليزية)
- صوفيا روسنسسكي على موقع قاعدة بيانات الفيلم (الإنجليزية)